# Acoustic love
『acoustic love』（アコースティック・ラブ）は、高岡亜衣の2枚目のオリジナルアルバム。2006年8月23日にGIZA studioから発売された。

## 概要
タイトル曲「acoustic love」は全ての作詞、作曲を手掛けた高岡が、アコースティックギターでの演奏および、単独での編曲を手掛けた作品。「Tomorrow」は初めて、ラップを導入した作品。12曲中4曲はシングル収録曲。

## 収録曲
全作詞･作曲:高岡亜衣
1. 想い出の夏が来る (album ver.) [3:40][1]
編曲:岡本仁志
2. アイスキャンディー [4:21][1]
編曲:大賀好修
3. 青空の下で [4:17][1]
編曲:小林哲
4. acoustic love[4:05][1]
編曲:高岡亜衣
5. Ah あなたに会いに行かなきゃ
編曲:小林哲
6. Tomorrow [4:53][1]
編曲:小林哲
7. 誰にも言えない真実 [3:25][1]
編曲:小林哲
8. forever my friend [3:34][1]
編曲:岡本仁志
9. Run Away [3:59][1]
編曲:NAKEDGRUN
10. You Gone [4:42][1]
編曲:古井弘人
11. jealousyの惑星 [3:21][1]
編曲:大賀好修
「想い出の夏が来る」のカップリング曲。
12. 愛はごきげん [4:07][1]
編曲:大賀好修

## 参加ミュージシャン
- 高岡亜衣 - ボーカル、ギター
  - 岡本仁志 (GARNET CROW) - ギター
  - 大賀好修 (nothin' but love・OOM・Sensation) - ギター
  - 増崎孝司 (DIMENSION) - ギター
  - 三好誠 (rumania montevideo) - ギター
  - 大田紳一郎 (doa) - コーラス
  - 寺島良一 - アコースティックギター、ディレクター